# Renclasea occidentalis
Renclasea occidentalis är en skalbaggsart som beskrevs av Alexey K. Tishechkin och Michael S. Caterino 2009. Renclasea occidentalis ingår i släktet Renclasea och familjen stumpbaggar. Inga underarter finns listade i Catalogue of Life.